# Перпарим Рама
Перпарим Рама (алб. Përparim Rama; Приштина, 20. јануар 1976) албански је архитекта и политичар са Косова и Метохије. Његов рад је објавио London Building Design Magazine, као и неколико других међународних часописа за дизајн. Од 7. децембра 2021. године обавља функцију градоначелника Приштине.

## Детињство и младост
Рођен је 20. јануара 1976. године у Приштини, у тадашњој Социјалистичкој Републици Србији. Његов отац је био познати албански сликар. Године 1992, када је имао 16 година, преселио се у Уједињено Краљевство. Са погоршањем политичке ситуације на Косову и Метохији и увођењем санкција Албанцима од стране тадашње Југославије, сви запослени припадници албанске националности су смењени са јавних функција. Његови родитељи, који су учитељи, остали су без посла. У то време Војска Југославије је регрутовала младиће за слање на прве линије рата у Хрватској и Босни и Херцеговини. Рама је затражио азил од Уједињеног Краљевства, који му је одобрен због заоштрене политичке ситуације у његовој домовини.

## Каријера
Године 2012. био је предстваник павиљона на Венецијанском бијеналу архитектуре који је добио позитивне критике међународних медија, а посебно председника Бијенала Паула Барата, који је пројекат описао као „Архитектонска демократија”. Био је консултант Националног истраживачког фонда Државе Катар о тренутним и будућим урбанистичким и архитектонским пројектима земље. Такође је вођа тима пројекта мастер плана за развој одрживог села од 10 хектара у Дермију, обали Албаније. Био је стручни саветник за развој алата за просторно планирање и архитектуре две општине Лондона. Водио је израду регулационог плана за Приштину.
На Facebook објави, председник Демократског савеза Косова Љумир Абдиџику најавио је да ће Перпарим Рама бити кандидат са којим ће ДСК настојати да поврати Приштину на локалним изборима који су се одржани на јесен 2021. Замислио је да центар Приштине чини цео простор унутар унутрашњег прстена града, а један од главних пројеката програма чини „Редефинисање центра града”. Залаже се да асфалт буде претворен у зеленило, калдрму и материјале за пешачке стазе, те је изјавио да ће „нови центар променити хијерархију саобраћаја: на првом месту ће бити пешаци, другом јавни и алтернативни превоз, а трећем аутомобили”.

## Приватни живот
Ожењен је Кристале Ивезај са којом има троје деце.